# أليكس دانيلز
أليكس دانيلز (بالإنجليزية: Alex Daniels)‏ هو لاعب كرة قدم أمريكية أمريكي، ولد في 27 نوفمبر 1986 في لورين في الولايات المتحدة.

## وصلات خارجية
- أليكس دانيلز على موقع مرجع كرة القدم المحترفة.كوم (الإنجليزية)